# 巖窟王 (Fate)
愛德蒙·唐泰斯，比较有名的名字为「岩窟王」、「基督山伯爵」、「30单」（蘭先倫专称）。初次出现是在《Fate/Grand Order》联动活动《空之境界》，他经常会出现在藤丸立香的梦境中，抵挡外界的精神攻击和守护藤丸立香最后的防线。该角色分別由小松崎類﹙巖窟王 愛德蒙．唐泰斯名義﹚和兔ろうと﹙巖窟王 基督山伯爵名義﹚负责设计。

## 概念与设计
岩窟王的角色设计由角色设计师小松崎類担任。

## 登场
名字的由来
岩窟王拥有「30单」这个别名，是因为魔竞娱乐游戏实况主「懒猫」蘭先倫在《Fate/Grand Order》游戏实况中岩窟王复刻抽卡失败而获得的外号。

### 游戏
外号「岩窟王」又名「基督山伯爵」的爱德蒙·唐泰斯，是世上知名度最高的复仇者，出自法国文豪大仲马的小說《基督山伯爵》。在游戏中是位有着一脸阴郁帅气的「岩窟王」，被同事陷害入狱。爱德蒙·唐泰斯被冤入狱时，结识了老神父法利亚，并被传授毕生绝学和文艺复兴失落宝藏的秘密。岩窟王在成功逃狱后取得宝藏，并改名为「基督山伯爵」。在复仇的路上与未婚妻和毕生挚爱相遇，同时用财富报恩和用宝藏诱使敌人上钩。他最终耗尽一生复仇，随后与挚爱牵手渡船离去。
《Fate/Grand Order》里，以“共犯者”称呼藤丸立香，当藤丸立香有好几次被精神攻击，但都被岩窟王挡下。此外，他不仅在现实中、也经常在藤丸立香的梦（或类似的空间）中给出建议和忠告。

### 衍生作品
岩窟王在电影版《終局特異点 冠位時間神殿所羅門》客串。岩窟王也在《Melty Blood: Type Lumina》中作为可操控角色出现。除此自外，《FGO》游戏官方还发表由女性作家樱井光编写的《英霊伝承異聞 ～巌窟王 エドモン・ダンテス～》，该作品是讲述岩窟王在《Fate》系列生前的故事。

### 文化产品
2018年7月28日，在幕张展览馆的“Fate/Grand Order Fes.2018～3rd Anniversary～”上Good Smile Company和plusone的展位上出现岩窟王的Nendoroid。

## 评价
Frontline网站于2021年8月5日发布一个调查卷统计，该调查卷的内容是6周年调查角色欢迎度，当中岩窟王被玩家票选为前十“最想要的从者”。

## 外部連結
- 岩窟王 （页面存档备份，存于） - Mooncell
- 官方网站 （页面存档备份，存于）（日語）